# Boonekamp

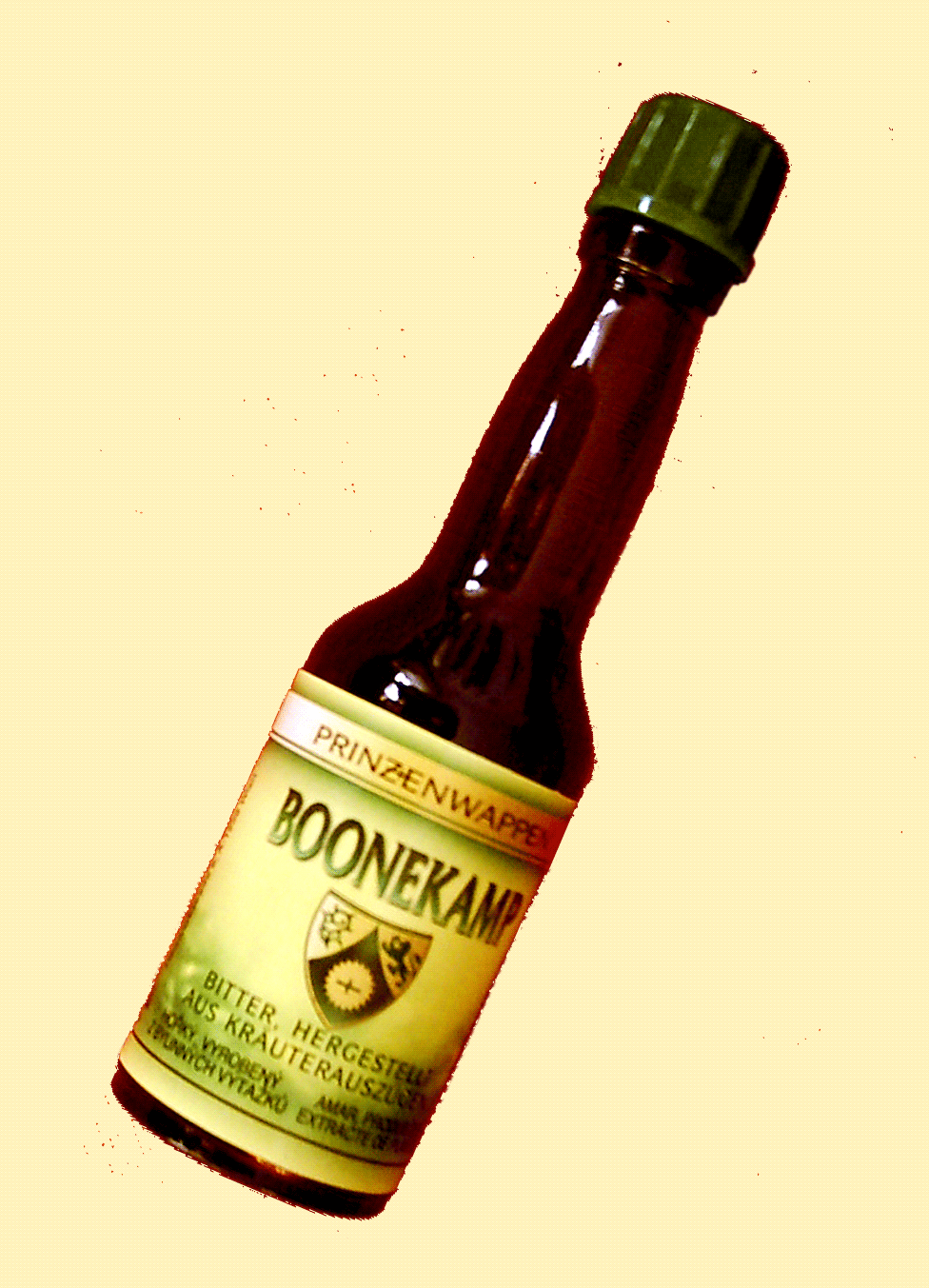
Miniflasche Boonekamp (aus tschechischer Produktion)

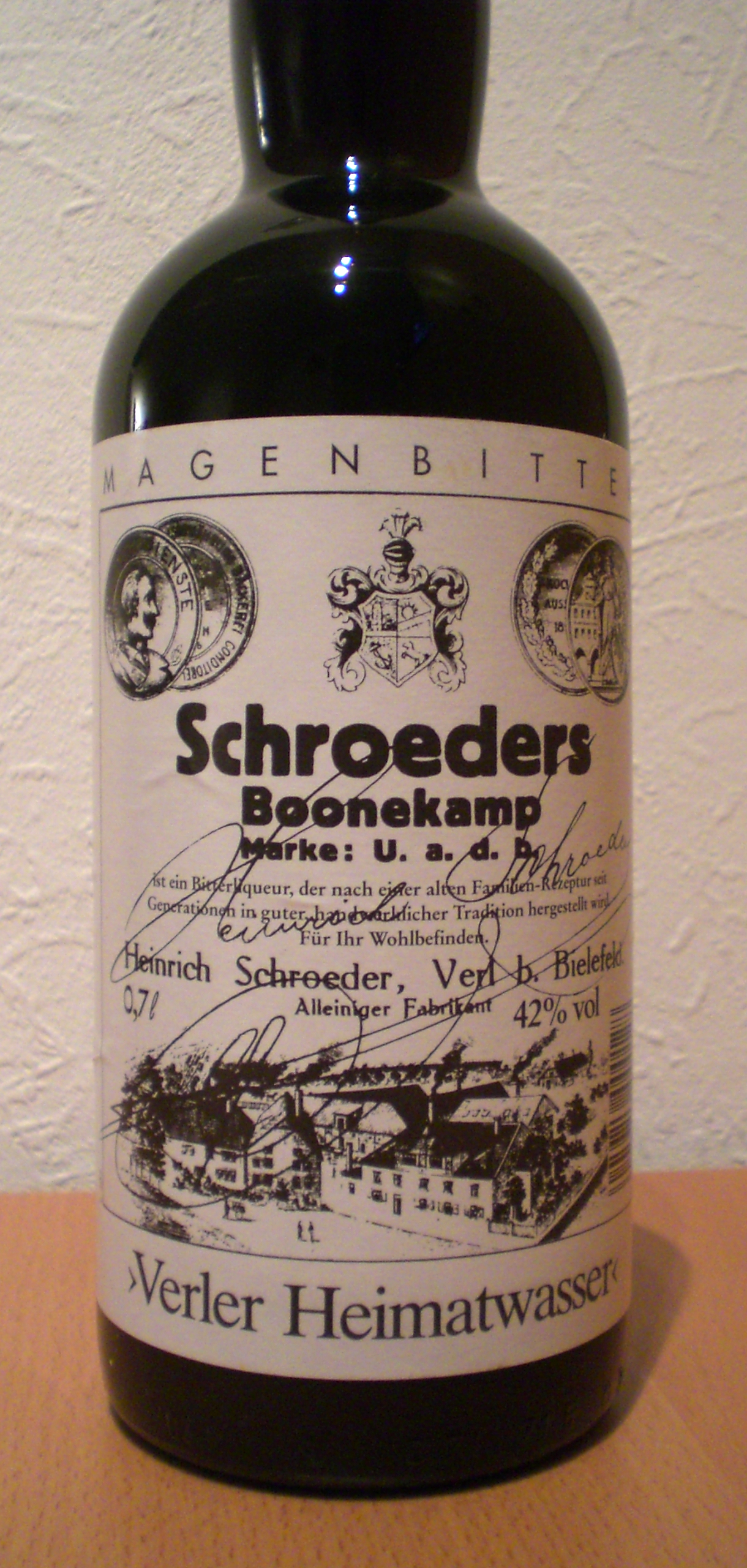
Schroeders Boonekamp aus dem ostwestfälischen Verl – auch „Verler Heimatwasser“ genannt

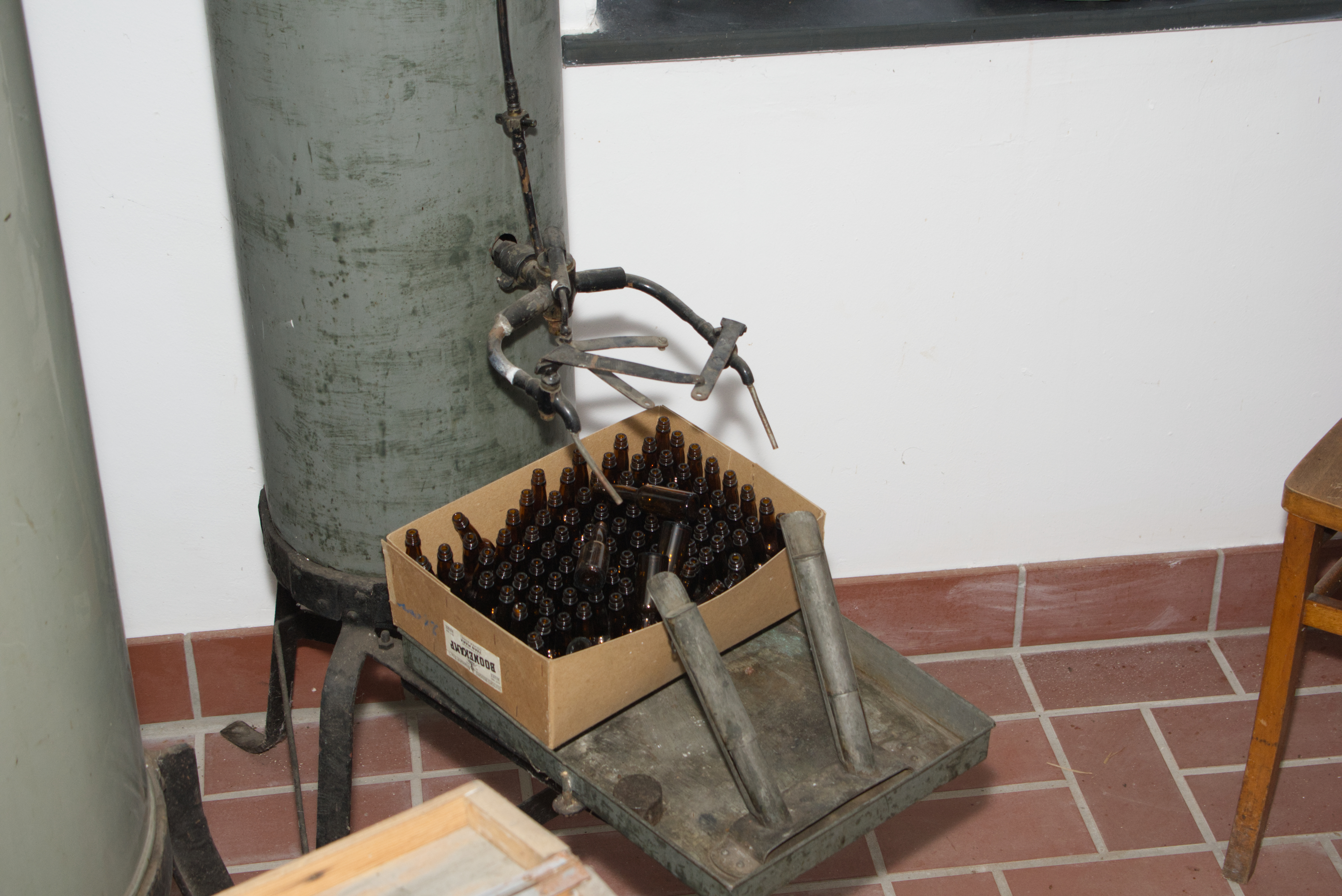
Selbst konstruierte Abfüllanlage für Boonekamp der früheren Brennerei Jean Marx in Cochem. Damit konnten zwei der typischen Fläschchen gleichzeitig befüllt werden. Heute im Museum Roscheider Hof in Konz im Saargauhaus.

Boonekamp ist eine Bitterspirituose vom Typ eines Magenbitters. Er ist auch Grundlage von Mischgetränken wie dem Samtkragen.

## Beschreibung
Der Geruch ist aromatisch-würzig, leicht lakritzartig, im Abgang wärmend-brennend. Dabei ist der Arzneigeschmack (auf Grund der Kräutermischung) gewollt und typisch. Der Alkoholgehalt beträgt 40 bis 49 Volumenprozent. Der Zuckergehalt beträgt maximal drei Gramm auf 100 Milliliter. Die Herstellung erfolgt durch Mazeration oder Perkolation der ausgewählten Kräuter, Früchte, Wurzeln und Rinden in einer vorgewählten Spirituose. Die unterschiedlichen Kräutermischungen enthalten 36 bis 52 Komponenten. Unter den Kräutern sind Anis, Koriander, Zimt und Sternanis vertreten. Die Dauer der Lagerung bedingt weitere Differenzierungen des Geschmacks zwischen den Produzenten.

## Geschichte
Als Ursprungsort des Boonekamps gilt Leidschendam. Um 1780 hatte ein dort ansässiger Apotheker, dessen Name nach der Überlieferung Boonekamp oder Kamp war, einen Bitterlikör aus Genever und einer Kräutermischung hergestellt. Er verkaufte seine Rezeptur nach der Überlieferung an die Firma A. M. Freres in Antwerpen. Diese Art der Likörherstellung verbreitete sich bald in Holland und Belgien, in Deutschland insbesondere im Rheinland und in Westfalen. 
Die Rezepturen der Kräutermischungen variierten, sodass Boonekamp  zu einem Gattungsbegriff wurde. Zu einem Zentrum seiner Herstellung wurde in Deutschland die Stadt Rheinberg am Niederrhein. Der Boonekamp of Maagbitter, den der Rheinberger Hubert Underberg 1846 entwickelte und 1851 beim Handelsregister als Warenprobe hinterlegte, besitzt eine festgeschriebene Rezeptur. Nach dem Gesetz zum Schutz der Warenbezeichnungen von 1894 konnte aber kein Namensschutz vergeben werden. So bekam der Boonekamp aus dem Haus Underberg die Bezeichnung Underberg. 
Boonekamp gehört seither zum Standard-Sortiment vieler Hersteller von Kräuterlikören. Typisch ist der Vertrieb in kleinen Flaschen aus dunklem Glas als Portionsgröße des Magentherapeutikums bei fettem Essen. Daneben sind Verkaufsgrößen in 0,7-Liter-Flaschen im Angebot.